# 鳞花木
鳞花木（学名：Lepisanthes hainanensis）为无患子科鳞花木属下的一个种。其种加词“hainanensis”意为“海南的”。